# Sovětská liga ledního hokeje 1970/1971
Sezóna 1970/1971 byla 25. sezonou Sovětské ligy ledního hokeje. Mistrem se stal tým CSKA Moskva.
Tým Sibir Novosibirsk sestoupil. Ze 2. ligy postoupil celek Lokomotiv Moskva.

## Konečné pořadí
| # | Tým                  | Z  | V  | R | P  | Sk.     | B  |
| - | -------------------- | -- | -- | - | -- | ------- | -- |
| 1 | CSKA Moskva          | 40 | 32 | 1 | 7  | 243-95  | 65 |
| 2 | Dynamo Moskva        | 40 | 27 | 4 | 9  | 196-116 | 58 |
| 3 | SKA Leningrad        | 40 | 24 | 5 | 11 | 159-137 | 53 |
| 4 | Spartak Moskva       | 40 | 23 | 5 | 12 | 183-144 | 51 |
| 5 | Chimik Voskresensk   | 40 | 20 | 4 | 16 | 163-135 | 44 |
| 6 | Křídla Sovětů Moskva | 40 | 16 | 4 | 20 | 125-163 | 36 |
| 7 | Torpedo Gorkij       | 40 | 9  | 6 | 25 | 129-174 | 24 |
| 8 | Traktor Čeljabinsk   | 40 | 10 | 1 | 29 | 111-211 | 21 |
| 9 | Sibir Novosibirsk    | 40 | 2  | 4 | 34 | 99-243  | 8  |